# Wilhelm von Bippen (Mediziner)

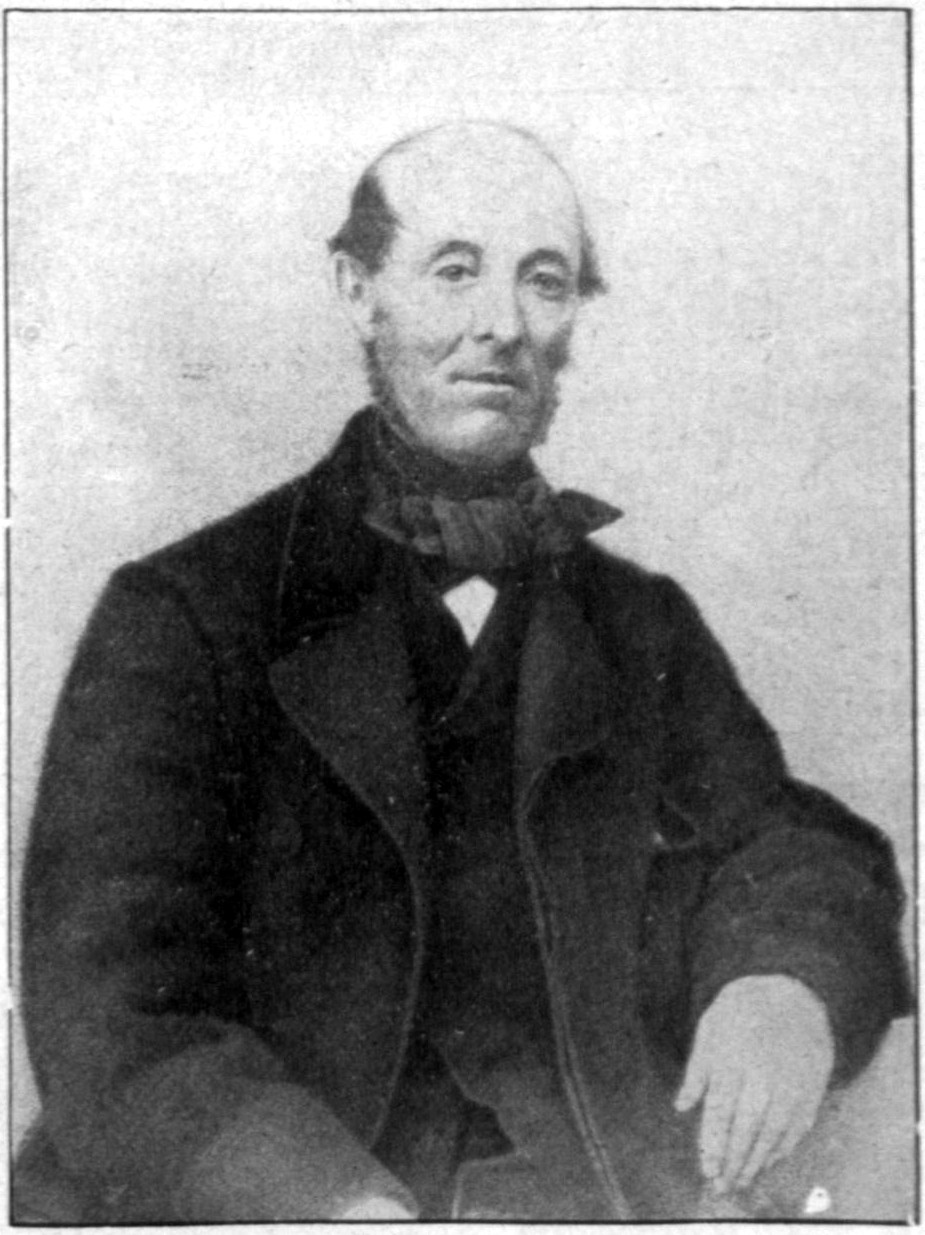
Zur Erinnerung an Dr. med. von Bippen † 1865

Wilhelm von Bippen (* 8. April 1808 in Lübeck; † 29. März 1865 ebenda) war praktischer Arzt, Autor und als Politiker Mitglied der Lübecker Bürgerschaft.

## Leben
Bippens Vater stammte aus Livland und war in Lübeck zunächst als Kaufmann, später als Postmeister und Stadtpostdirektor tätig. Wilhelm von Bippen besuchte das Katharineum zu Lübeck und schloss es zu Michaelis 1827 mit dem Abitur ab. Zu seinen Mit-Abiturienten gehörten Carl Friedrich Wehrmann und Nikolaus (von) Stieglitz (1807–1833), der älteste Sohn von Ludwig Stieglitz. Er studierte Humanmedizin an den Universitäten Heidelberg, Halle und Berlin. In Halle wurde er 1831 zum Dr. med. promoviert. 1833 eröffnete er eine Praxis in Lübeck. 1841 unterlag er in seiner Bewerbung um die Stelle des städtischen Hebammenlehrers gegen William Henry Newman-Sherwood. Durch seine ärztliche Tätigkeit sah er sich jedoch nicht ausgelastet und wandte sich einerseits der Politik zu. Er wurde Mitglied der Lübecker Bürgerschaft und war zeitweilig als Wortführer ihr Präsident. In die Zeit seiner politischen Aktivität fiel die Lübecker Verfassungsreform von 1848, an der er maßgeblich mitwirkte. Darüber hinaus betätigte er sich in der Gesellschaft zur Beförderung gemeinnütziger Tätigkeit und war deren Direktor.
Als Autor veröffentlichte er unter einem Pseudonym 1857 die Bühnenspiele von Gotthelf Weiter in zwei Bänden. Seinen Schwiegervater ehrte er 1852 mit Georg Arnold Heise. Mittheilungen aus dessen Leben. In den Eutiner Skizzen versuchte Bippen 1859 eine literaturgeschichtliche Einordnung des aufklärerischen Eutiner Kreises. Seine Gedichte erschienen 1866 nach seinem Tode unter dem Titel Zur Erinnerung an Wilhelm v. Bippen in Weimar. Er starb über den Arbeiten zu einem Buch über den Philosophen Charles de Villers. Sein Sohn war der Rechtshistoriker Wilhelm von Bippen.

## Werke
- Nonnulla de hermaphroditis et memorabilis hominis gynandri historia atque descriptio: Dissertatio Pathologico-Anatomica; Accedunt tabulae lithographicae III. Baentsch, Halis 1831 (Diss.)
- Über politische Parteien der Gegenwart. Rohden’sche Buchhandlung, Lübeck 1848
- Georg Arnold Heise: Mittheilungen aus dessen Leben. Schwetschke, Halle 1852
- Bühnenspiele. Dittmer, Lübeck 1857
- Eutiner Skizzen: zur Cultur- und Literaturgeschichte des achtzehnten Jahrhunderts. Böhlau, Weimar 1859 (Digitalisat)
- (posthum) Zur Erinnerung an Wilhelm von Bippen: ein und zwanzig Gedichte aus seinem Nachlaß. Böhlau, Weimar 1866